# KK Budućnost Podgorica
KK Budućnost VOLI je crnogorski profesionalni košarkaški klub iz Podgorice. Dio je sportskog društva Budućnost Podgorica. Trenutačno nastupa u Prvoj A Ligi i ABA ligi.

## Trofeji

#### Crna Gora
- Opportunity Liga (12): 2006./07., 2007./08., 2008./09., 2009.10., 2010./11., 2011./12., 2012./13., 2013./14., 2014./15., 2015./16., 2016./17., 2018./19.

#### SR Jugoslavija
- Košarkaška liga SR Jugoslavije: 1998./99., 1999./00., 2000./01.
- Košarkaški kup SR Jugoslavije: 1995./96., 1997./98., 2000./01.

## Vanjske poveznice
- Službena stranica  Arhivirana inačica izvorne stranice od 18. prosinca 2008. (Wayback Machine)

| KK Budućnost – trenutačna momčad | KK Budućnost – trenutačna momčad |
| --- | -------------------------------- |
| |                                  |
| 4 Šehović \| 5 Micov \| 6 Popović \| 8 Gordić \| 9 Mijatović \| 7 Otašević \| 11 Ljujić \| 12 Simonović \| 13 Mišanović \| 14 Maraš \| 15 Dašić \| 22 Dragičević \| -- Čabarkapa \| Trener: Radonjić |                                  |

| KK Budućnost – trenutačna momčad | KK Budućnost – trenutačna momčad |
| --- | -------------------------------- |
| |                                  |
| 4 Šehović \| 5 Micov \| 6 Popović \| 8 Gordić \| 9 Mijatović \| 7 Otašević \| 11 Ljujić \| 12 Simonović \| 13 Mišanović \| 14 Maraš \| 15 Dašić \| 22 Dragičević \| -- Čabarkapa \| Trener: Radonjić |                                  |

| Opportunity Liga (2009./10.)                                                                                    | Opportunity Liga (2009./10.) |
| --- | ---------------------------- |
| |                              |
| KK Budućnost \| KK Danilovgrad \| KK Jedinstvo \| KK Lovćen \| KK Mogren \| KK Mornar \| KK Nikšić \| KK Ulcinj |                              |

| Opportunity Liga (2009./10.)                                                                                    | Opportunity Liga (2009./10.) |
| --- | ---------------------------- |
| |                              |
| KK Budućnost \| KK Danilovgrad \| KK Jedinstvo \| KK Lovćen \| KK Mogren \| KK Mornar \| KK Nikšić \| KK Ulcinj |                              |

| ABA liga                                                                                    | ABA liga |
| ------------------------------------------------------------------------------------------- | --- |
|                                                                                             | |
| Nazivi: Goodyear liga (2001. – 2006.) · NLB liga (2006. – 2011.) · ABA liga (2011. – danas) | |
|                                                                                             | |
| Sudionici 2024./25.                                                                         | Igokea (Laktaši / Aleksandrovac) · Mornar (Bar) · Budućnost (Podgorica) · Studentski centar (Podgorica) · Split · Zadar · Cibona (Zagreb) · Cedevita Olimpija (Ljubljana) · Krka (Novo Mesto) · Crvena zvezda (Beograd) · FMP (Beograd) · Partizan (Beograd) · Mega (Beograd / Srijemska Mitrovica) · Borac (Čačak) · Spartak (Subotica) · Dubai |
|                                                                                             | |
| Bivši sudionici (2001. – 2024.)                                                             | Borac (Banja Luka) · Bosna (Sarajevo) · Široki (Široki Brijeg) · Sloboda (Tuzla) · Levski (Sofija) · Lovćen (Cetinje) · Sutjeska (Nikšić) · ČEZ (Nymburk) · Kvarner (Rijeka) · Šibenik · Cedevita (Zagreb) · Zagreb · Maccabi (Tel Aviv) · Szolnoki Olaj · Karpoš Sokoli (Skoplje) · MZT (Skoplje) · Helios (Domžale) · Laško · Olimpija (Ljubljana) · Slovan (Ljubljana) · Šentjur · Koper Primorska (Kopar) · FMP Železnik (Beograd) · Radnički (Kragujevac) · Vojvodina Srbijagas (Novi Sad) · Metalac (Valjevo) · Vršac |
|                                                                                             | |
| Sezone:                                                                                     | 2001./02. · 2002./03. · 2003./04. · 2004./05. · 2005./06. · 2006./07. · 2007./08. · 2008./09. · 2009./10. · 2010./11. · 2011./12. · 2012./13. · 2013./14. · 2014./15. · 2015./16. · 2016./17. · 2017./18. · 2018./19. · 2019./20. · 2020./21. · 2021./22. · 2022./23. · 2023./24. · 2024./25. · |
|                                                                                             | |
| Prvaci:                                                                                     | Partizan (7) · Crvena zvezda (7) · FMP Železnik (2) · Olimpija (1) · Zadar (1) · Vršac (1) · Maccabi (1) · Cibona (1) · Budućnost (1) |
|                                                                                             | |
| Doprvaci:                                                                                   | Cedevita (4) · Partizan (4) · Cibona (3) · Crvena zvezda (3) · Budućnost (2) Krka (1) · Maccabi (1) · FMP Železnik (1) · Vršac (1) · Olimpija (1) · Mega (1) · |
|                                                                                             | |
| Prvaci regularne sezone:                                                                    | Crvena zvezda (6) · Partizan (4) · Cibona (2) · Olimpija (1) · Vršac (1) · FMP Železnik (1) · Maccabi (1) · Igokea (1) · Budućnost (1) |
|                                                                                             | |
| ostala natjecanja                                                                           | Druga ABA liga · Superkup ABA lige |

| ABA liga                                                                                    | ABA liga |
| ------------------------------------------------------------------------------------------- | --- |
|                                                                                             | |
| Nazivi: Goodyear liga (2001. – 2006.) · NLB liga (2006. – 2011.) · ABA liga (2011. – danas) | |
|                                                                                             | |
| Sudionici 2024./25.                                                                         | Igokea (Laktaši / Aleksandrovac) · Mornar (Bar) · Budućnost (Podgorica) · Studentski centar (Podgorica) · Split · Zadar · Cibona (Zagreb) · Cedevita Olimpija (Ljubljana) · Krka (Novo Mesto) · Crvena zvezda (Beograd) · FMP (Beograd) · Partizan (Beograd) · Mega (Beograd / Srijemska Mitrovica) · Borac (Čačak) · Spartak (Subotica) · Dubai |
|                                                                                             | |
| Bivši sudionici (2001. – 2024.)                                                             | Borac (Banja Luka) · Bosna (Sarajevo) · Široki (Široki Brijeg) · Sloboda (Tuzla) · Levski (Sofija) · Lovćen (Cetinje) · Sutjeska (Nikšić) · ČEZ (Nymburk) · Kvarner (Rijeka) · Šibenik · Cedevita (Zagreb) · Zagreb · Maccabi (Tel Aviv) · Szolnoki Olaj · Karpoš Sokoli (Skoplje) · MZT (Skoplje) · Helios (Domžale) · Laško · Olimpija (Ljubljana) · Slovan (Ljubljana) · Šentjur · Koper Primorska (Kopar) · FMP Železnik (Beograd) · Radnički (Kragujevac) · Vojvodina Srbijagas (Novi Sad) · Metalac (Valjevo) · Vršac |
|                                                                                             | |
| Sezone:                                                                                     | 2001./02. · 2002./03. · 2003./04. · 2004./05. · 2005./06. · 2006./07. · 2007./08. · 2008./09. · 2009./10. · 2010./11. · 2011./12. · 2012./13. · 2013./14. · 2014./15. · 2015./16. · 2016./17. · 2017./18. · 2018./19. · 2019./20. · 2020./21. · 2021./22. · 2022./23. · 2023./24. · 2024./25. · |
|                                                                                             | |
| Prvaci:                                                                                     | Partizan (7) · Crvena zvezda (7) · FMP Železnik (2) · Olimpija (1) · Zadar (1) · Vršac (1) · Maccabi (1) · Cibona (1) · Budućnost (1) |
|                                                                                             | |
| Doprvaci:                                                                                   | Cedevita (4) · Partizan (4) · Cibona (3) · Crvena zvezda (3) · Budućnost (2) Krka (1) · Maccabi (1) · FMP Železnik (1) · Vršac (1) · Olimpija (1) · Mega (1) · |
|                                                                                             | |
| Prvaci regularne sezone:                                                                    | Crvena zvezda (6) · Partizan (4) · Cibona (2) · Olimpija (1) · Vršac (1) · FMP Železnik (1) · Maccabi (1) · Igokea (1) · Budućnost (1) |
|                                                                                             | |
| ostala natjecanja                                                                           | Druga ABA liga · Superkup ABA lige |